# Himégami
Himegami (比売神) est une divinité japonaise vénérée au Kasuga-taisha Elle peut désigner une déesse spécifique ou une déesse féminine inconnue. L'équivalent masculin est Hikogami (比古神).
Elle est l'épouse d'Ame-no-Koyane.

## Origines et étymologie
Himegami signifie 'kami féminin' ou 'déesse' en japonais. Ils sont importants dans la mythologie japonaise et la religion shinto. Ils apparaissent souvent avec des kami masculins (hikogami) ou comme mères de kami descendants (mikogami, 御子神).

## Himegami de Kasuga-Hiraoka
Le Himegami de Kasuga-Hiraoka est un exemple éminent,.
Le sanctuaire Hiraoka est situé dans les contreforts occidentaux des montagnes Ikoma, dans le centre de la préfecture d'Osaka. À ses débuts, c'était un centre de culte en montagne et le kami de Kozudake, le sommet situé immédiatement derrière le sanctuaire, fut identifié avec Ame-no-Koyane, la divinité tutélaire du clan Nakatomi, les ancêtres du clan Fujiwara. Il n'existe aucune preuve documentaire de la date à laquelle le sanctuaire a été construit, mais on pense que cela se situe au cours de la période Kofun. Lorsque les Fujiwara construisirent le Kasuga Taisha à Nara, ils y transférèrent deux des quatre kami consacrés. Ces kami, Ame-no-Koyomi et Himegami, furent déplacés grâce à des bunrei de ce sanctuaire. En conséquence, le sanctuaire Hiraoka fut renommé Moto-Kasuga, signifiant 'ancien Kasuga',.
Les quatre principaux kami consacrés à Kasuga-taisha sont Ame-no-Koyane, Himegami, Futsunushi no mikoto, et Takemikazuchi no mikoto. Bien qu'il s'agisse des principaux êtres divins de Kasuga taisha, ils sont souvent regroupés comme une divinité synchrétique, combinée, connue sous le nom de Kasuga Daimyōjin. Kasuga Daimyōjin est composé de cinq êtres divins et chacun consiste en une divinité bouddhiste et un kami shinto correspondant. La cinquième divinité, Ame-no-Oshikumone, a été ajoutée bien plus tard et est dite être l'enfant divin de Ame-no-Koyane et Himegami. L'importance du kami multifacette était qu'il est devenu un modèle pour les futurs adorateurs qui voulaient combiner plusieurs divinités pour prier en même temps
Les quatre principaux kami ont chacun un sanctuaire qui leur est dédié, tous dans le même style architectural. Ils se caractérisent par des toits à deux pentes, une structure rectangulaire, des katsuogi (bûches décoratives) et des chigi (structures de toit fourchues). Le premier hall établi est dédié à Takemikazuchi no mikoto, le deuxième à Futsunushi no mikoto, le troisième à Amenokoyane no mikoto, et le dernier hall est attribué à la consorte, Himegami.

## Motifs

### Représentation triadique
Le mont Kishimayama a trois sommets. Chaque sommet représente un kami différent. L'un est un kami masculin. Un autre est un kami féminin. Le troisième est un kami descendant.

### Rôles de consorte et maternels
Les Himegami sont généralement les épouses de kami mâles. Par exemple, le sanctuaire Wakasahiko à Fukui vénère un kami mâle et femelle. Le sanctuaire Samukawa à Kanagawa fait de même. Au sanctuaire Kamo Mioya, une himegami est à la fois une épouse et une mère.

### Culte indépendant
Certains himegami ne sont pas liés aux kami mâles ou à leur progéniture. Par exemple, l'himegami du sanctuaire Hirano pourrait être la mère de l'empereur Kanmu. Ces himegami sont souvent considérés comme des oracles.

## Sanctuaires
De nombreux sanctuaires incluent des himegami. Mais leurs origines ne sont souvent pas claires. Des sanctuaires comme Kasuga Taisha, le sanctuaire Ōharano et le sanctuaire Hiraoka en sont des exemples.

### Distribution à travers le Japon
L'Engishiki Jinmyocho répertorie les sanctuaires himegami dans plusieurs provinces. Ils sont à Izumi, Echigo et Buzen. Il existe d'autres sanctuaires dans les provinces de Settsu, Yamato et Izu.

### Liste des sanctuaires
Voici la liste des sanctuaires présentés :
- Kasuga-Hiraoka Himegami[1],[12]
  - Kasuga-taisha[1],[12]
  - Hiraoka-jinja[1],[12]
- Sanctuaire Ōharano [1],[12]
- Sanctuaire Hirano [1],[12]